# CD Victoria
Club Deportivo Victoria – honduraski klub piłkarski z siedzibą w mieście La Ceiba, w departamencie Atlántida. Obecnie występuje na pierwszym szczeblu rozgrywek – Liga Nacional de Honduras. Domowe mecze rozgrywa na obiekcie Estadio Nilmo Edwards.

## Osiągnięcia

### Krajowe
- Liga Nacional de Honduras

mistrzostwo (1): 1995
wicemistrzostwo (2): 2006 (C), 2012 (A)
- Copa de Honduras

zwycięstwo (0):
finał (2): 1992, 1996

## Historia
Klub Victoria założony został 15 listopada 1935 roku i gra obecnie w pierwszej lidze honduraskiej (Liga Nacional de Fútbol de Honduras).